# Opération Avalanche
Pour le film, voir Operation Avalanche (film).
Pour les articles homonymes, voir Avalanche (homonymie).
 (mars 2017).
Seconde Guerre mondiale
Batailles
Invasion de la Sicile
- Lampedusa
- Corkscrew
- Mincemeat
- Barclay
- Animals
- Chestnut
- Narcissus
- Fustian
- Ladbroke
- Gela
- Troina
- Centuripe

Invasion de l'Italie
- Baytown
- Avalanche
- Rome
- Slapstick
- Armistice de Cassibile
- Achse
- Naples
- Bombardement du Vatican
- Ligne Volturno
- Libération de la Corse
- Ligne Barbara
- Bombardement de Bari

Ligne Gustave
- Ligne Bernhardt
- Raincoat
- San Pietro Infine
- Rivière Moro
- Ortona
- Rivière Rapido
- Monte Cassino
- Shingle
- Cisterna
- Diadem
- Strangle
- Ligne Trasimene
- Libération de Rome
- Ancône
- Brassard

Ligne gothique
- Rimini
- Saint-Marin
- Gemmano
- Montecieco
- Monte Castello
- Garfagnana

Offensive du printemps 1945
- Tombola
- Bowler
- Roast
- Bologne
- Argenta Gap
- Herring
- Collecchio

Guerre civile italienne
L'opération Avalanche est l'une des opérations principales de débarquement des troupes alliées dans la péninsule italienne pendant la Seconde Guerre mondiale. Ce débarquement a lieu à proximité de Salerne pendant que deux opérations de diversion ont lieu en Calabre (opération Baytown) et à Tarente (opération Slapstick).

## Contexte
Pressés par Staline d'ouvrir un front en Europe de l'Ouest pour soulager le front russe, les Alliés sont tenus de débarquer quelque part en Europe. Pour les Anglais, l'urgence est la Grèce car Churchill craint une future Grèce communiste en cas d'avancée soviétique sur le front de l'Est et à terme un contrôle russe sur la Méditerranée orientale. Mais ce choix est refusé par les États-Unis, pour qui l'Italie est le meilleur choix car ils la considèrent comme le maillon faible de l'Axe et qu'elle se trouve à proximité des bases alliées en Afrique du Nord.
Après la prise de la Sicile lors de l'opération Husky durant l'été 1943, le commandement allié cherche le meilleur endroit pour débarquer dans la péninsule. L'histoire récente leur avait montré qu'un assaut direct de troupes de débarquement pour prendre un port était voué à l'échec (Dieppe, 1942), d'où l'impossibilité de prendre Tarente. Débarquer plus au nord, près de Rome, est impossible pour diverses raisons tactiques, Naples pose le même problème que Tarente. Il ne reste donc que Salerne avec ses plages de sable en pentes douces.
Pour le commandement allemand en Italie dirigé par le FeldMarschall Albert Kesselring, il ne fait aucun doute que l'endroit le plus propice à un débarquement anglo-américain est Salerne pour les mêmes raisons.
Le débarquement de Salerne a pour objectif la prise du port de Naples.

## Situation en Italie
L'Italie cherche à négocier avec les Alliés une reddition tout en faisant croire aux Allemands qu'elle poursuit la guerre. Les Alliés surpris ne s'attendent pas à une défection de l'Italie, et mettent du temps avant de se décider. Ils demandent alors une reddition sans condition à l'Italie.
Côté allemand, la défection de l'Italie est prise en compte et Rommel met au point un plan d'invasion et de désarmement de l'armée italienne, tout en faisant croire aux Italiens que les Allemands ne croient pas leur défection possible.
Mais peu de temps avant le débarquement allié, la radio italienne annonce la capitulation sans condition de l'Italie.
Le plan de Rommel est déployé et dans l'ensemble, la plupart des unités italiennes sont désarmées.
La campagne d'Italie se fait donc presque sans les Italiens, même si on trouve par la suite des divisions co-belligérantes (divisions italiennes qui aident les Alliés) ou les unités de la nouvelle république fasciste de Mussolini mises en place par l'Allemagne. Ces deux entités n'ont alors que des missions d'arrière-plan.

## Forces engagées
Alliés
- 5th US Army (9 divisions au total) composée des
  - 6th US Army Corps (dont les Rangers, 82nd Airborn Division, 56th infantry division)
  - 10th Army Corps (Royaume-Uni) (dont les Commandos, 46th Infantry Division, 36th Infantry Division, 1st British Airborn division)

soit un total de 85 000 hommes.
Force de l'Axe
- 10e Armee (6 divisions au total dont 4 de panzers) dont
  - la Division Hermann Göring,
  - 16e Panzer division
  - 29e Panzergrenadier division

soit un total de 50 000 hommes.
À plusieurs reprises des unités se débandent, aussi bien dans les rangs britanniques qu'américains. Les 46 et 56th infantry division sont des unités inexpérimentées et novices, et le front n'a tenu que par les rangers et les commandos britanniques qui payèrent un lourd tribut.
Le succès de l'opération Avalanche ne serait dû qu'à la Task Force 80 (en) (TF80) de la 8e Flotte américaine, et la Western Naval Task Force (en), du vice-amiral Henry K. Hewitt comprenant notamment deux cuirassés, qui bombarde la 16e Panzer division, menaçant les forces allemandes, avec des obus de fort calibre de l'artillerie lourde de marine.
Dans l'impossibilité de lutter contre la marine alliée, les Allemands sont contraints de se replier.
Dans la nuit précédant le repli allemand, la Luftwaffe, active durant toute l'opération, endommage par deux bombes planantes Fx 1400 Fritz X l'USS Savannah, l'un des deux cuirassés américains. Le 16 septembre, le cuirassé britannique HMS Warspite sera également gravement endommagé par ce type de bombes.

## Situation tactique

### Situation tactique générale

#### Aérienne
La région de Salerne se trouve déjà sous les bombardements depuis la fin juin 1943. Mais de leur côté, les bases alliées en Afrique et les nouvelles installations établies depuis peu en Sicile doivent faire face aux bombes du IIIe Reich qui poursuit ses campagnes de raids aériens à longue distance. Pour l'opération Avalanche, les Alliés disposent d'un appui aérien en provenance de porte-avions et de bases à terre (150 km de la Sicile, soit 20 minutes de trajet).

#### Terrestre
La VIIIe Armée a déjà débarqué en Italie (Messine).

#### Maritime
La suprématie des Alliés en Méditerranée est bien établie et ne peut être remise en cause.

### Situation à J-1

#### Ennemi
Les forces allemandes reçoivent l'ordre d'alerte ORKAN pour faire face à un débarquement majeur. Mission donnée à la division Hermann Goering (région de Naples) : « Attaquer et détruire complètement en les rejetant à la mer les forces ennemies débarquant à Salerne ».

#### Alliés
Environ 450 bâtiments approchent du golfe de Salerne (estimation de la reconnaissance allemande : 100 à J-2). La zone de plageage est divisée en deux sites pour les Britanniques et les Américains avec entre les deux un espace libre de 10 km.
Objectifs alliés :
1. s'emparer de Salerne et y établir une solide tête de pont pouvant s'appuyer sur le port de la ville ;
2. prendre une tête de plage entre les rivières de Picentino (it) et d'Asa ;
3. prendre la ville de Naples avant J+3 ;
4. saisir les hauteur surplombant Salerne et empêcher leur usage par les observateurs d'artillerie allemands ;
5. prendre et tenir les passages obligés sur la route de Naples ;
6. prendre la ville de Battipaglia jusqu'à la voie de chemin de fer (centre de communications ennemi y compris) ;
7. s'emparer de l'aéroport de Montecorvino ;
8. protéger le flanc droit de la tête de pont ;
9. faire mouvement vers la VIIIe Armée de Montgomery et tenir les axes principaux ;
10. établir un espace de manœuvre d'au moins 10 km de profondeur dans tous les secteurs d'attaque.

### Situation le Jour J

#### Ennemi
Informées trop tardivement de l'arrivée des forces alliées, les troupes allemandes ne peuvent empêcher le débarquement, effectuant seulement 108 sorties aériennes (82 chasse et 26 attaques au sol).

#### Alliés
Environ 450 bâtiments au plageage et en opérations dans la zone de Salerne. Intervalle de 10 km entre les plages américaines et britanniques. L'appui-feu naval est tardif mais il y a 700 sorties aériennes depuis la Sicile, plus 250 à partir des porte-avions. Les cartes se révèlent non à jour et les tirs fratricides en défense sol-air sont fréquents .
Compte-rendu allié :
- La plupart des objectifs ne sont pas atteints.
- La tête de pont est consolidée (plans : 100 km2, 10–12 km de profondeur / réalité : 6 km de profondeur, les hauteurs sont toujours aux mains de l'ennemi).
- 812 véhicules sont débarqués sur 1 600 planifiés
- 50 tonnes de matériels sont débarquées sur les 1 830 planifiées.

### Situation à J+1

#### Ennemi
Contre-attaques à Salerne/Vietri et à l’usine de tabac, dans l’intervalle entre les plages.

#### Alliés
Bâtiments au plageage et en opérations. L'intervalle de 10 km entre les plages américaines et britanniques est toujours présent. Trop de tirs fratricides en défense sol-air. Les postes de commandement ne sont pas encore débarqués.
Compte-rendu allié : si nous ne pouvons pas repousser ces contre-attaques allemandes, la situation pourrait évoluer en une seconde  Bataille de Dunkerque.

### Situation à J+2

#### Ennemi
Contre-attaques à Sele – Calore. L’usine de tabac dans l’intervalle de 10 km entre les plages attire les contre-attaques ; un peu plus de 120 sorties aériennes.

#### Alliés
Bâtiments au plageage et en opérations dans la zone de Salerne. Appui-feu naval en cours, appuyé  par 600 sorties aériennes. Le port de Salerne reste toujours fermé. L’intervalle de 10 km entre les plages américaines et britanniques est toujours présent. À la suite des contre-attaques allemandes, la profondeur de la plage est réduite par endroits à 1 km. Tirs fratricides en défense sol-air mais aussi au sol par manque de coordination, de moyens de transmissions et d’actions bien planifiées. Les postes de commandement alliés ne sont toujours pas débarqués. Salerne est officiellement occupé.

### Situation à J+3

#### Ennemi
Nouvelles contre-attaques à l’usine de tabac.

#### Alliés
Le PC de la Ve Armée est débarqué mais le port de Salerne est toujours fermé. L’intervalle entre les plages américaines et britanniques existe toujours. Difficultés de progression des troupes dans la zone de Vietri et Salerne, par sous-estimation des difficultés du terrain montagneux. Des radars d’alerte sont déployés sur Capri. Les pistes pour avions de combat de la zone de débarquement ne sont pas utilisables hors atterrissages d’urgence. Un hôpital de campagne est installé a terre. Les nuages de poussière causés par les bombardements amis et ennemis limitent les reconnaissances aériennes comme le bon positionnement des troupes. Les Distances de combat sont quelquefois inférieures à 100 m. Pertes amies estimées : 7 %.

### Situation de J+4 à J+5

#### Ennemi
Abandon de l’usine de tabac par les allemands. Leurs attaques sont bloquées par l’emploi massif d’appui-feu naval des alliés. Cinq divisions allemandes au contact. Maîtrise aérienne des Alliés.

#### Alliés
La 82e Airborne (600) est envoyée en renforcement des zones de la tête de plage au sud, dans la nuit de J+4 à J+5. Le port de Salerne n’est toujours pas ouvert. L’intervalle entre les plages américaines et britanniques persiste. Un éventuel rembarquement (opérations Sea Lion et Sea Train) est préparé. Le débarquement est stoppé sur les plages du sud. Capri est occupé. Il y a moins de tirs fratricides. Le poste de commandement allié s’installe à Pontecagnano. L'appui-feu de l'artillerie navale est très efficace et il y a 700 sorties tactiques de l'aviation alliés. La possibilité de rembarquement d’une partie des troupes en vue du renforcement de l’autre partie est étudiée.

### Situation de J+6 à J+11

#### Ennemi
Les forces allemandes sont désormais sur la défensive. Le PC de Von Vietinghoff se prépare à une contre-attaque blindée vers Salerne. La dernière contre-attaque allemande vers Salerne et Battipaglia est lancée, mais Salerne n'est pas occupée, et la ligne alliée n'est pas rompue. À la suite de cet échec, les allemands préparent un désengagement de la zone côtière pour éviter les tirs AFN. La ligne de Volturno doit tenir jusqu’au 15 octobre. Désengagement des forces allemandes du sud et retrait à l’est d’Eboli. Les troupes du nord renforcent leurs positions dans les montagnes. Les cols et le terrain de Montecorvino sont toujours sous les feux de l’artillerie.
Compte-rendu allemand :
- Succès défensif ;
- Repli en ordre en conservant les capacités de tirs d’artillerie sur les Alliés.

#### Alliés
Nombreux bombardements aériens. Deux bâtiments supplémentaires sont affectés pour l’appui-feu naval sur Battipaglia et Eboli, et 2 bâtiments supplémentaires sur Naples. Des attaques sont menées sur les positions allemandes de Nocera. Les renforts blindés sont désormais en place sur les plages. Personne ne s’est rendu compte du côté alliés qu’il n’y avait plus d'Allemands au sud d’Agropoli.
15 km au Sud-Est d’Agropoli : les forces débarquées de la Ve armée sont désormais au contact avec la VIIIe armée. Action tournante de la Ve armée pour rejoindre la VIIIe armée, comme supposé par les Allemands. Les combats pour les cols conduisant à Naples / Campania commencent. Eboli est occupé et Salerne renforcé. La situation se calme sur le front, offrant une première période de répit pour les troupes à terre. C'est la fin de la bataille de Salerne. Le général Dawley est relevé de son commandement.

## Bilan

### Points négatifs pour les Alliés
- Trop grande dispersion des états-majors sur le terrain et manque de liaison entre eux.
- 10 jours avant le jour J, les plans étaient encore trop imprécis. Les modifications ont été permanentes. Résultat : un intervalle de 10 km.
- L’objectif, s’emparer d’un grand port en vue de permettre une arrivée massive de moyens destinés aux forces d’invasion, n’a pas été atteint.
- L’appui aérien embarqué s’élevait à seulement 120 appareils pendant trois jours.
- Aucune surprise tactique dans l’approche discrète.
- Pas d’appui feu naval dans les plans initiaux et encore uniquement sur Salerne mais pas sur Naples.
- Troupes insuffisamment organisées ou entrainées pour le combat en montagne.
- Trop d’objectifs en trop peu de temps.
- Mauvais positionnement des radars. Les hauteurs de Sorrente limitent le champ de vision au nord. Repositionnement très tardif sur Capri.
- Mauvaises communications mer– terre. Actions et missions pas assez planifiées.
- Troupes amies gênées par les moustiques et les diarrhées dues à la consommation de fruits frais du pays.

### Points positifs pour les Alliés
- l'intervention aéroportée a permis de renforcer efficacement et de sauver la tête de pont avec les parachutages des 504th et 505th PIR sur PAESTUM, mais surtout le largage confus mais paradoxalement efficace du 509th PIB sur Avellino, dans les montagnes, dont la dispersion et l'opiniâtreté des parachutistes a suffisamment induit les allemands en erreur, qu'ils envoient plus de troupes contre eux, que contre la tête de pont ; montrant ainsi l'intérêt de cette nouvelle arme, malgré les polémiques ; ceci influencera la suite de l'emploi des parachutistes du côté allié, avec les succès que l'on connaît. 
- Nouvelles technologies (bâtiments lance-roquettes hedgerows) ; 1er emploi des pathfinders.

### Points positifs pour les défenseurs
- Haute valeur morale des troupes.
- Les positions vraiment vitales défendues en parfaite coordination avec la planification de repli.
- Excellent camouflage (empêchant un meilleur AFN). Grande mobilité.
- Nombreuses actions bien préparées en planification sans problème de communication lors des combats.
- Soutien logistique peu gêné par les bombardements.
- Cols étaient bien défendus, positions des mortiers hors des champs de tir des alliés.
- Nouvelles technologies (bombes guidées).
- PSYOPS (opérations psychologiques) de qualité et efficace.

### Points négatifs pour les défenseurs
- Hitler et l’OKW avaient déjà abandonné la partie sud de l’Italie.
- Le plan d’invasion était bien connu mais les réactions n’en ont pas tenu compte du fait d’un manque de liaison entre PC (2 divisions de plus auraient pu faire tourner la situation en faveur des Allemands).
- La flotte d’invasion a pu atteindre les plages, certaines à moins de 400 m, sans être détectées, réduisant à néant le plan ORKAN.
- Les plages de Maiori et d’Amalfi n’étaient pas bien défendues. Les Rangers et les Commandos ont pu plager plus facilement qu’ailleurs.

Des deux côtés n’existaient de vrais réseaux d’échange d’information tant sur le plan horizontal que vertical.
Les transmissions et le radar tout comme les contre-mesures électroniques se trouvaient à un niveau embryonnaire en comparaison avec les standards actuels. Il n’existait ainsi sur le terrain aucun système d’interception.
Du côté allemand, le manque de moyens de communications (ce n’était pas la doctrine de l’époque) n’a pas permis la concentration efficace des moyens en une action unique capable de rejeter les troupes débarquées à la mer,  notamment  en se laissant embarquer dans les montagnes par les parachutages US.